# Marked Woman
Marked Woman és una pel·lícula dramàtica produïda per Warner Bros el 1937. Va ser dirigida per Lloyd Bacon i protagonitzada per Bette Davis i Humphrey Bogart, amb les actuacions de Lola Lane, Isabel Jewell, Rosalind Marquis, Mayo Methot, Jane Bryan, Eduardo Ciannelli i Allen Jenkins. Ambientada a l’inframón de Manhattan, Marked Woman explica la història d’una dona que s’atreveix a plantar cara a un dels gàngsters més poderosos de la ciutat.
La pel·lícula va ser un èxit important per a Warner Brothers i va ser una de les més importants pel·lícules primerenques de Davis. Davis havia presentat recentment una demanda contra Warner, amb part de la seva protesta per la qualitat inferior dels guions que s'esperava que interpretés. Tot i que va perdre el plet, va obtenir una gran premsa i Marked Woman va ser el primer guió que va filmar en tornar a Hollywood. Es va informar que estava molt satisfeta amb el guió i les possibilitats dramàtiques que li proporcionava. Es va dir que Jack L. Warner estava igualment satisfet per l'enorme reacció del públic a favor de Davis, que es va dir que va predir amb raó que augmentaria l’atractiu i la rendibilitat de les seves pel·lícules.
Es va informar que els seus companys estrelles del repartiment Humphrey Bogart i Mayo Methot es van conèixer al plató de Marked Woman i es van casar el 1938.

## Antecedents
Malgrat l'exempció de responsabilitat al començament de la pel·lícula que afirma que la història és fictícia, Marked Woman es basa vagament en les gestes de la lluita contra el crim de la vida real de Thomas E. Dewey, fiscal del districte de Manhattan que es va convertir en una celebritat nacional als anys trenta., i dues vegades nominat a la presidència del Partit Republicà als anys 40, a causa de la seva lluita contra el crim organitzat a la ciutat de Nova York. Dewey va acusar i condemnar diversos gangsters destacats; el seu major èxit va ser la condena de Lucky Luciano, el cap del crim organitzat de tota la ciutat. Dewey va utilitzar el testimoni de nombroses noies de companyia i madams per condemnar Luciano per ser un proxeneta que dirigia un dels anells de prostitució més grans de la història nord-americana. Els dramàtics assoliments de Dewey van portar els estudis cinematogràfics de Hollywood a fer diverses pel·lícules sobre les seves gestes; Marked Woman va ser una de les més destacades. El personatge de Humphrey Bogart, David Graham, es basa en Dewey.
Warner Bros. va comprar els drets d'una sèrie Liberty sobre Luciano, però es va veure obligat a fer alteracions en la història, com ara canviar la professió femenina de prostitutes a "hostesses de discoteques", per motius de censura.

## Argument
El notori zar de l’inframón Johnny Vanning (Eduardo Ciannelli) es converteix en el propietari d’un descomunal club nocturn de Nova York i el rebateja com Club Intimate. Explota i maltracta les "hostesses" del club (Mary (Bette Davis), Gabby (Lola Lane), Emmy Lou (Isabel Jewell), Florrie (Rosalind Marquis) i Estelle (Mayo Methot)) per garantir la seva lleialtat i obediència. Al club, com a part de la seva feina, Mary atrau un jove (Damian O'Flynn) per apostar i perdre més diners dels que es pot permetre. De camí a casa, li confia que no té els diners per pagar el deute de les apostes. Sent que tot és un joc, però Mary li adverteix que està en perill real i que surti ràpidament de la ciutat. Queda escandalitzada, però no se sorprèn, d’assabentar-se poc després que l'home de Vanning, Charlie Delaney (Ben Welden), l’ha assassinat. El fiscal de districte David Graham (Humphrey Bogart) porta Vanning a judici, sentint que té un cas clar contra ell. Però, Mary i les altres dones es neguen a implicar a Vanning, per por de la seva retribució.
La germana menor de Mary, Betty (Jane Bryan), ve de visita i, desconeixent la perillosa situació en què ha entrat, assisteix a una festa al club de Vanning per insistència d'Emmy Lou. És "recollida" per un dels amics de Vanning, Bob Crandall (William B. Davidson) i, després de passar un temps amb ell ballant, torna a l'apartament de les dones. Mary l’adverteix i, malgrat els seus desitjos, Betty torna al club. Es torna a trobar amb Crandall, però resisteix els seus avenços. Vanning intervé, li dona una bufetada i cau per un tram d’escales.
Mary amenaça amb declarar contra el gàngster, però els seus matons la colpegen i li tallan una creu a la galta després que caigui inconscient, deixant-la una cicatriu. Es converteix en la "dona marcada" del títol de la pel·lícula, però en lloc de silenciar-la, reforça la seva voluntat de declarar. Conscients que només poden alliberar-se del gàngster si troben la força per resistir-se contra ell, les altres dones accepten declarar també. Converteixen les proves estatals i impliquen a Vanning, trencant el seu cercle viciós. Mentre Graham es felicita per la premsa, les cinc noies marxen cap a la nit boirosa.

## Repartiment

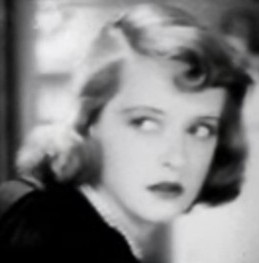
Bette Davis com a Mary.

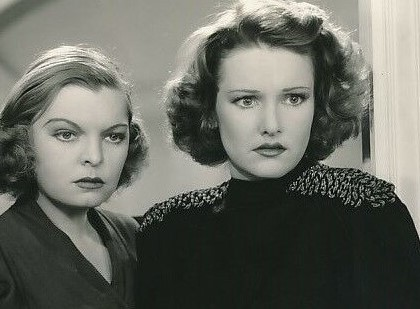
Mayo Methot i Lola Lane com Estelle i Dorothy.

- Bette Davis com Mary Dwight Strauber
- Humphrey Bogart com ajudant del fiscal del districte David Graham
- Lola Lane com Dorothy "Gabby" Marvin
- Isabel Jewell com Emmy Lou Eagan
- Eduardo Ciannelli com Johnny Vanning
- Rosalind Marquis com Florrie Liggett
- Mayo Methot com Estelle Porter
- Jane Bryan com Betty Strauber
- Allen Jenkins com Louie
- John Litel com Gordon, l'advocat de Vanning
- Ben Welden com Charlie Delaney
- Damian O'Flynn com Ralph Krawford
- Henry O'Neill com fiscal del districte Arthur Sheldon
- Raymond Hatton com advocat de Vanning
- Carlos San Martín com Head Waiter
- William B. Davidson com Bob Crandall
- Kenneth Harlan com Eddie, un Sugar Daddy
- Robert Strange com George Beler
- Archie Robbins com Bell Captain (acreditat com James Robbins)
- Arthur Ayelsworth com Sheriff John Truble
- John Sheehan com Vincent
- Sam Wren com Mac
- Edwin Stanley com Detective Casey (acreditat com playing "Ferguson")

Repartiment no acreditat
- Alan Davis com Henchman
- Allen Mathews com Henchman
- Guy Usher com Detective Ferguson
- Gordon Hart com Jutge del primer judici
- Pierre Watkin com Jutge el segon judici
- Herman Marks com Joe
- Ralph Dunn com secretari judicial al primer judici

Notes de repartiment
- Eduardo Ciannelli té una semblança física amb Lucky Luciano.[4]
- Hymie Marks, que va interpretar el paper d'un gàngster anomenat Joe a la pel·lícula, va cridar l'atenció del productor executiu Hal B. Wallis, que considerava que no semblava prou amenaçador, malgrat el fet que Marks era un antic gàngster i secuaç de Lucky Luciano, que havia estat elegit específicament pel director Lloyd Bacon per aquesta connexió.[5]
- Warner originalment havia escollit a Jane Wyman com a Florrie.[1]

## Producció
Motion Picture Producers and Distributors of America (MPPDA), formats per la indústria cinematogràfica el 1922, regulava el contingut de les pel·lícules mitjançant la revisió de guions mitjançant el Codi de producció de pel·lícules de 1930, que s’havia aplicat estrictament a partir del 1934, i prohibia incloure bordells o prostitució. Com a resultat, a la pel·lícula les prostitutes del procés Luciano es van convertir en hostesses de discoteques, el negoci del gàngster es va convertir en el joc il·legal i el crim va ser un assassinat.
Marked Woman va entrar en producció el 9 de desembre de 1936 als estudis Warner Bros. de Burbank amb el títol de treball "The Men Behind". El director Michael Curtiz va substituir Lloyd Bacon mentre aquest estava de lluna de mel.
Quan Davis va ser maquillada per a l'escena a l'habitació de l'hospital, no estava satisfeta amb l'embenat mínim que s'havia utilitzat, de manera que durant la pausa per dinar va anar al seu metge personal, va descriure les ferides que el guió esmentava del seu personatge, i el va fer embenar en conseqüència. Quan va tornar a l'estudi, un guàrdia a la porta va veure els seus embenatges i va trucar al productor executiu Hal B. Wallis per dir-li que Davis havia tingut un accident.
Warners va fer una nova versió de Marked Woman el 1947.

## Recepció
Escrivint per a Night and Day el 1937, Graham Greene va donar una bona crítica a la pel·lícula i va assenyalar que, com a pel·lícula negra, "ja s'havia fet abans, […] però mai s'ha fet millor que en algunes d'aquestes escenes". Greene va elogiar l'actuació de Ciannelli, que va ser capaç de "transmetre no només la corrupció, sinó la tristesa de la corrupció", però va expressar la seva decepció per l'actuació de Davis, que va afirmar que "tapa les emocions amb un terrible abandonament".

### Premis i distincions
Bette Davis va guanyar la Copa Volpi del Festival de Venècia a la millor actriu el 1937. El director Lloyd Bacon va ser nominat per a la Copa Mussolini de 1937.